# David Etxebarria
David Etxebarría Alkorta (Abandino, 23 juli 1973) is een voormalig Spaans wielrenner.
Etxebarria begon in 1994 bij O.N.C.E., waar hij tot 2000 bleef rijden. Zijn grootste overwinningen waren twee etappes in de Tour de France van 1999. Daarnaast won hij de Ronde van de Toekomst in 1996 en een etappe in Parijs-Nice, twee jaar later. Daarna vertrok hij naar Euskaltel-Euskadi waar hij onder andere etappes won in de Ronde van het Baskenland. In 2005, toen hij naar Liberty Seguros was verkast, won hij nog de Klasika Primavera.
In 2006 werd Etxebarria genoemd in Operación Puerto, de dopingzaak rond dokter Eufemiano Fuentes. Daarom besloot hij met wielrennen te stoppen. Tegenwoordig is hij ploegleider bij de Spaanse  belofteploeg Aldro Cycling Team.

## Belangrijkste overwinningen
1996
- Eindklassement Tour de l'Avenir
- Gran Premio de Llodio

1998
- 2e etappe Parijs-Nice

1999
- 12e etappe Ronde van Frankrijk
- 16e etappe Ronde van Frankrijk
- Euskal Bizikleta

2002
- 5e etappe deel A Ronde van het Baskenland
- 5e etappe deel B Ronde van het Baskenland
- 4e etappe deel A Euskal Bizikleta

2003
- 1e etappe Euskal Bizikleta

2005
- Klasika Primavera

## Resultaten in voornaamste wedstrijden
| Jaar | Ronde van Italië | Ronde van Frankrijk | Ronde van Spanje |
| ---- | ---------------- | ------------------- | ---------------- |
| 1997 |                  | opgave              |                  |
| 1998 |                  |                     | 30e              |
| 1999 |                  | 12e (2)             |                  |
| 2000 |                  | opgave              | opgave           |
| 2001 |                  | 34e                 | 45e              |
| 2002 |                  | 60e                 | opgave           |
| 2003 |                  | buiten tijd         | 29e              |
| 2004 |                  | 77e                 |                  |
| 2005 |                  |                     |                  |
| 2006 |                  |                     |                  |

| Jaar | Milaan-San Remo | Amstel Gold Race | Luik-Bast.‑Luik | Waalse Pijl |  | Wereldranglijsten |
| ---- | --------------- | ---------------- | --------------- | ----------- |  | ----------------- |
| 1997 |                 |                  | 88e             | 80e         |  |                   |
| 1998 | 82e             |                  | 34e             | 104e        |  |                   |
| 1999 | 73e             |                  |                 |             |  |                   |
| 2000 | 31e             | 47e              | ↑               | 7e          |  |                   |
| 2001 | 147e            |                  | ↑               | 5e          |  |                   |
| 2002 |                 |                  | 50e             | 8e          |  |                   |
| 2003 |                 |                  | 19e             | 63e         |  |                   |
| 2004 |                 |                  | 12e             | 33e         |  |                   |
| 2005 |                 | 8e               | 6e              | 4e          |  | 47e (UPT)         |
| 2006 |                 | 14e              | 13e             | 7e          |  | 135e (UPT)        |